# Supersport-300-Weltmeisterschaft 2020
Die Supersport-300-WM-Saison 2020 war die vierte Saison der FIM-Supersport-300-Weltmeisterschaft.
Bei sieben Veranstaltungen wurden 14 Rennen ausgetragen. Jeffrey Buis wurde als erster Nicht-Spanier der Serie Weltmeister.

## Punkteverteilung
Weltmeister wird derjenige Fahrer beziehungsweise der Hersteller, der bis zum Saisonende die meisten Punkte in der Weltmeisterschaft angesammelt hat. Bei der Punkteverteilung werden die Platzierungen im Gesamtergebnis des jeweiligen Rennens berücksichtigt. Die fünfzehn erstplatzierten Fahrer jedes Rennens erhalten Punkte nach folgendem Schema:
| Punkteverteilung | Punkteverteilung | Punkteverteilung | Punkteverteilung | Punkteverteilung | Punkteverteilung | Punkteverteilung | Punkteverteilung | Punkteverteilung | Punkteverteilung | Punkteverteilung | Punkteverteilung | Punkteverteilung | Punkteverteilung | Punkteverteilung | Punkteverteilung |
| ---------------- | ---------------- | ---------------- | ---------------- | ---------------- | ---------------- | ---------------- | ---------------- | ---------------- | ---------------- | ---------------- | ---------------- | ---------------- | ---------------- | ---------------- | ---------------- |
| Platz            | 1                | 2                | 3                | 4                | 5                | 6                | 7                | 8                | 9                | 10               | 11               | 12               | 13               | 14               | 15               |
| Punkte           | 25               | 20               | 16               | 13               | 11               | 10               | 9                | 8                | 7                | 6                | 5                | 4                | 3                | 2                | 1                |

In die Wertung kamen alle erzielten Resultate.

## Rennkalender
| Nr. | Lauf | Datum         | Rennen     | Strecke                                       | Streckenlayout |
| --- | ---- | ------------- | ---------- | --------------------------------------------- | -------------- |
| 1   | 1    | 1. August     | Spanien    | Circuito de Jerez (Jerez de la Frontera)      |                |
| 1   | 2    | 2. August     | Spanien    | Circuito de Jerez (Jerez de la Frontera)      |                |
| 2   | 1    | 8. August     | Portugal   | Autódromo Internacional do Algarve (Portimão) |                |
| 2   | 2    | 9. August     | Portugal   | Autódromo Internacional do Algarve (Portimão) |                |
| 3   | 1    | 29. August    | Aragonien  | Motorland Aragón (Alcañiz)                    |                |
| 3   | 2    | 30. August    | Aragonien  | Motorland Aragón (Alcañiz)                    |                |
| 4   | 1    | 5. September  | Teruel     | Motorland Aragón (Alcañiz)                    |                |
| 4   | 2    | 6. September  | Teruel     | Motorland Aragón (Alcañiz)                    |                |
| 5   | 1    | 19. September | Katalonien | Circuit de Barcelona-Catalunya (Montmeló)     |                |
| 5   | 2    | 20. September | Katalonien | Circuit de Barcelona-Catalunya (Montmeló)     |                |
| 6   | 1    | 3. Oktober    | Frankreich | Circuit de Nevers Magny-Cours (Magny-Cours)   |                |
| 6   | 2    | 4. Oktober    | Frankreich | Circuit de Nevers Magny-Cours (Magny-Cours)   |                |
| 7   | 1    | 17. Oktober   | Estoril    | Circuito do Estoril (Estoril)                 |                |
| 7   | 2    | 18. Oktober   | Estoril    | Circuito do Estoril (Estoril)                 |                |

## Rennergebnisse
| Nr. | Datum  | Rennen    | Strecke  | Pole-Position     | Lauf | Platz 1           | Platz 2        | Platz 3           | Schn. Rennrunde    | Gesamtführung  | Gesamtführung |
| Nr. | Datum  | Rennen    | Strecke  | Pole-Position     | Lauf | Platz 1           | Platz 2        | Platz 3           | Schn. Rennrunde    | Fahrer         | Konstrukteur  |
| --- | ------ | --------- | -------- | ----------------- | ---- | ----------------- | -------------- | ----------------- | ------------------ | -------------- | ------------- |
| 1   | 01.08. | Spanien   | Jerez    | Meikon Kawakami   | 1    | Unai Orradre      | Tom Booth-Amos | Scott Deroue      | Ana Carrasco       | Unai Orradre   | Yamaha        |
| 1   | 02.08. | Spanien   | Jerez    | Meikon Kawakami   | 2    | Bahattin Sofuoğlu | Ana Carrasco   | Tom Booth-Amos    | Ana Carrasco       | Tom Booth-Amos | Yamaha        |
| 2   | 08.08. | Portugal  | Portimão | Yuta Okaya        | 1    | Ana Carrasco      | Jeffrey Buis   | Tom Booth-Amos    | Samuel di Sora     | Ana Carrasco   | Kawasaki      |
| 2   | 09.08. | Portugal  | Portimão | Yuta Okaya        | 2    | Scott Deroue      | Unai Orradre   | Yuta Okaya        | Unai Orradre       | Scott Deroue   | Kawasaki      |
| 3   | 29.08. | Aragonien | Alcañiz  | Jeffrey Buis      | 1    | Jeffrey Buis      | Ana Carrasco   | Mika Pérez        | Bahattin Sofuoğlu  | Ana Carrasco   | Kawasaki      |
| 3   | 30.08. | Aragonien | Alcañiz  | Jeffrey Buis      | 2    | Jeffrey Buis      | Thomas Brianti | Scott Deroue      | Ana Carrasco       | Jeffrey Buis   | Kawasaki      |
| 4   | 05.09. | Teruel    | Alcañiz  | Bahattin Sofuoğlu | 1    | Bahattin Sofuoğlu | Jeffrey Buis   | Scott Deroue      | Ana Carrasco       | Jeffrey Buis   | Kawasaki      |
| 4   | 06.09. | Teruel    | Alcañiz  | Bahattin Sofuoğlu | 2    | Jeffrey Buis      | Scott Deroue   | Bahattin Sofuoğlu | Glenn van Straalen | Jeffrey Buis   | Kawasaki      |

## Fahrerwertung
| Pos. | Fahrer             | Maschine | ESP | ESP | PRT | PRT | Gesamt- punkte |
| Pos. | Fahrer             | Maschine | R1  | R2  | R1  | R2  | Gesamt- punkte |
| ---- | ------------------ | -------- | --- | --- | --- | --- | -------------- |
| 1    | Scott Deroue       | Kawasaki | 3   | 4   | 4   | 1   | 67             |
| 2    | Bahattin Sofuoğlu  | Yamaha   | 6   | 1   | 5   | 5   | 57             |
| 3    | Unai Orradre       | Yamaha   | 1   | 6   | DNF | 2   | 55             |
| 4    | Ana Carrasco       | Kawasaki | 7   | 2   | 1   | DNF | 54             |
| 5    | Tom Booth-Amos     | Kawasaki | 2   | 3   | 3   | DNF | 52             |
| 6    | Jeffrey Buis       | Kawasaki | 30  | 13  | 2   | 4   | 36             |
| 7    | Thomas Brianti     | Kawasaki | 5   | 9   | 10  | 8   | 32             |
| 8    | Yuta Okaya         | Kawasaki | 4   | DNF | 28  | 3   | 29             |
| 9    | Samuel Di Sora     | Kawasaki | 12  | 19  | 6   | 10  | 20             |
| 10   | Meikon Kawakami    | Kawasaki | 31  | 5   | 8   | DNF | 19             |
| 11   | Mika Pérez         | Kawasaki | DNF | DNF | 7   | 6   | 19             |
| 12   | Nick Kalinin       | Kawasaki | 10  | 8   | 12  | DNF | 18             |
| 13   | Koen Meuffels      | Kawasaki | 15  | 16  | 9   | 9   | 15             |
| 14   | Ton Kawakami       | Yamaha   | 11  | 12  | 11  | DNF | 14             |
| 15   | Kevin Sabatucci    | Kawasaki | 8   | 11  | 20  | 16  | 13             |
| 16   | Tom Edwards        | Kawasaki | DNF | 25  | DNF | 7   | 9              |
| 17   | Bruno Ieraci       | Kawasaki | 22  | 7   | DNF | DNF | 9              |
| 18   | Álvaro Díaz        | Yamaha   | 9   | 15  | 24  | 17  | 8              |
| 19   | Glenn van Straalen | Yamaha   | 20  | 20  | 13  | 11  | 8              |
| 20   | Hugo De Cancellis  | Yamaha   | DNF | 10  | DNF | DNF | 6              |
| 21   | Enzo De La Vega    | Yamaha   | 21  | 23  | 16  | 12  | 4              |
| 22   | Alejandro Carrion  | Kawasaki | 14  | DNF | 14  | 20  | 4              |
| 23   | Oliver König       | KTM      | 18  | DNF | DNF | 13  | 3              |
| 24   | Kim Aloisi         | Yamaha   | 13  | 30  | 26  | 18  | 3              |
| 25   | Alfonso Coppola    | Kawasaki | 23  | 21  | 17  | 14  | 2              |
| 26   | Filippo Rovelli    | Kawasaki | 28  | 14  |     |     | 2              |
| 27   | Tom Bercot         | Yamaha   | DNF | 29  | DNF | 15  | 1              |
| 28   | Mirko Gennai       | Yamaha   |     |     | 15  | 23  | 1              |
|      | Alan Kroh          | Yamaha   | 16  | 17  |     |     | 0              |
|      | Jan-Ole Jähnig     | KTM      | 17  | 22  | 19  | DNF | 0              |
|      | Maximilian Kappler | KTM      | DNQ | DNQ | 21  | DNF | 0              |
|      | Christian Stange   | KTM      | 27  | 31  |     |     | 0              |

| Farbe         | Bedeutung                               |
| ------------- | --------------------------------------- |
| Gold          | Sieger                                  |
| Silber        | 2. Platz                                |
| Bronze        | 3. Platz                                |
| Grün          | Platzierung in den Punkten              |
| Blau          | Klassifiziert außerhalb der Punkteränge |
| Violett       | Rennen nicht beendet (DNF)              |
| Violett       | nicht klassifiziert (NC)                |
| Rot           | nicht qualifiziert (DNQ)                |
| Schwarz       | disqualifiziert (DSQ)                   |
| Weiß          | nicht am Start (DNS)                    |
| Weiß          | zurückgezogen (WD)                      |
| Weiß          | Rennen abgesagt (C)                     |
| ohne Farbe    | nicht am Training teilgenommen (DNP)    |
| ohne Farbe    | verletzt oder krank (INJ)               |
| ohne Farbe    | ausgeschlossen (EX)                     |
| ohne Farbe    | nicht erschienen (DNA)                  |
| fett          | Pole-Position                           |
| kursiv        | Schnellste Rennrunde                    |
| unterstrichen | WM-Führung                              |
| hochgestellt  | Platzierung im Sprintrennen             |

## Konstrukteurswertung
| Pos. | Konstrukteur | ESP | ESP | PRT | PRT | Gesamt- punkte |
| Pos. | Konstrukteur | R1  | R2  | R1  | R2  | Gesamt- punkte |
| ---- | ------------ | --- | --- | --- | --- | -------------- |
| 1    | Kawasaki     | 2   | 2   | 1   | 1   | 90             |
| 2    | Yamaha       | 1   | 1   | 5   | 2   | 81             |
| 3    | KTM          | 17  | 22  | 19  | 13  | 3              |